# Ligaria brevicollis
Ligaria brevicollis es una especie de mantis de la familia Mantidae.

## Distribución geográfica
Se encuentra en África.